# Черкаси-Арена
Черкаси Арена — головний багатофункціональний стадіон у місті Черкаси, що вміщує 10 321 глядачів. До літа 2009 року був домашньою ареною для місцевого футбольного клубу «Дніпро». Після його розформування на цьому стадіоні проводила матчі черкаська аматорська команда «Ходак», а з 2011 року та до переїзду до Білозір'я в 2018 році — «Черкаський Дніпро».

## Опис та інфраструктура
Поле стадіону орієнтоване з півночі на південь, навколо нього розміщуються трибуни у формі овалу. Пластикові крісла, згідно з кольорами «Дніпра», сині, червоні та білі, причому білі сидіння на північній трибуні утворюють напис «ФК ДНІПРО», на південній трибуні «1957» (рік відкриття стадіону).
У 2011 році на стадіоні замінили комунікації, зокрема систему водо– та теплопостачання, електропроводку, відновили систему поливу, яку не використовували останні два роки, оновили газон, на головній алеї встановили інформаційні стенди, які показують турнірні таблиці та історію футболу на Черкащині. Встановлене сучасне табло та штучне освітлення, що забезпечує комфортний час для проведення матчів в осінньо-весняний період.. Надалі планується реконструювати бігові доріжки, ввести в дію дві автостоянки на 250—300 місць та сучасний туалет для фанатів тощо.

## З історії споруди
Стадіон був побудований у 1957 році. Першим матчем-відкриттям 9 листопада 1957 року стала гра між місцевим клубом «Колгоспник» (згодом Дніпро) і столичним Динамо (Київ), яке спеціально запросили з угоди урочистостей. Зустріч з рахунком 3-1 виграли кияни.
З моменту відкриття стадіон носив назву ДСТ «Колгоспник», оскільки ініціатором побудови стадіону була обласна спортивна рада «Колгоспника». Але вже 9 травня 1958 року рішенням обласної ради новозбудованому стадіону було присвоєно ім'я Ленінського комсомолу.
На початку 90-их років стадіон було перейменовано на «Центральний стадіон».
У 2011 році уперше за останні декілька десятиліть у Черкасах почали оновлювати Центральний стадіон — з цією метою обласна рада виділила 800 тисяч гривень, міськрада — майже 2,8 млн, ще 2 мільйони надійшло із держбюджету. Реконструкцію головної спортивної арени Черкас здійснюють згідно із вимогами до чемпіонатів різних рівнів, які згодом мають проводити у Черкасах. Приведення стадіону до ладу пов'язане не в останню чергу із тим, що від 2011 року стадіон «Центральний» у Черкасах — домашня арена новоствореного ФК «Славутич».
Навесні 2014 року через проблемність проведення матчів на Донбасі, деякі матчі були перенесені до Черкас. Так, на Центральному були зіграні 3 матчі за участі донецького «Шахтаря» — проти «Славутича» у рамках Кубка України, а також із луганською «Зорею» та луцькою «Волинню» у рамках Чемпіонату України.
25 серпня 2020 року стадіон отримав сучасну назву.

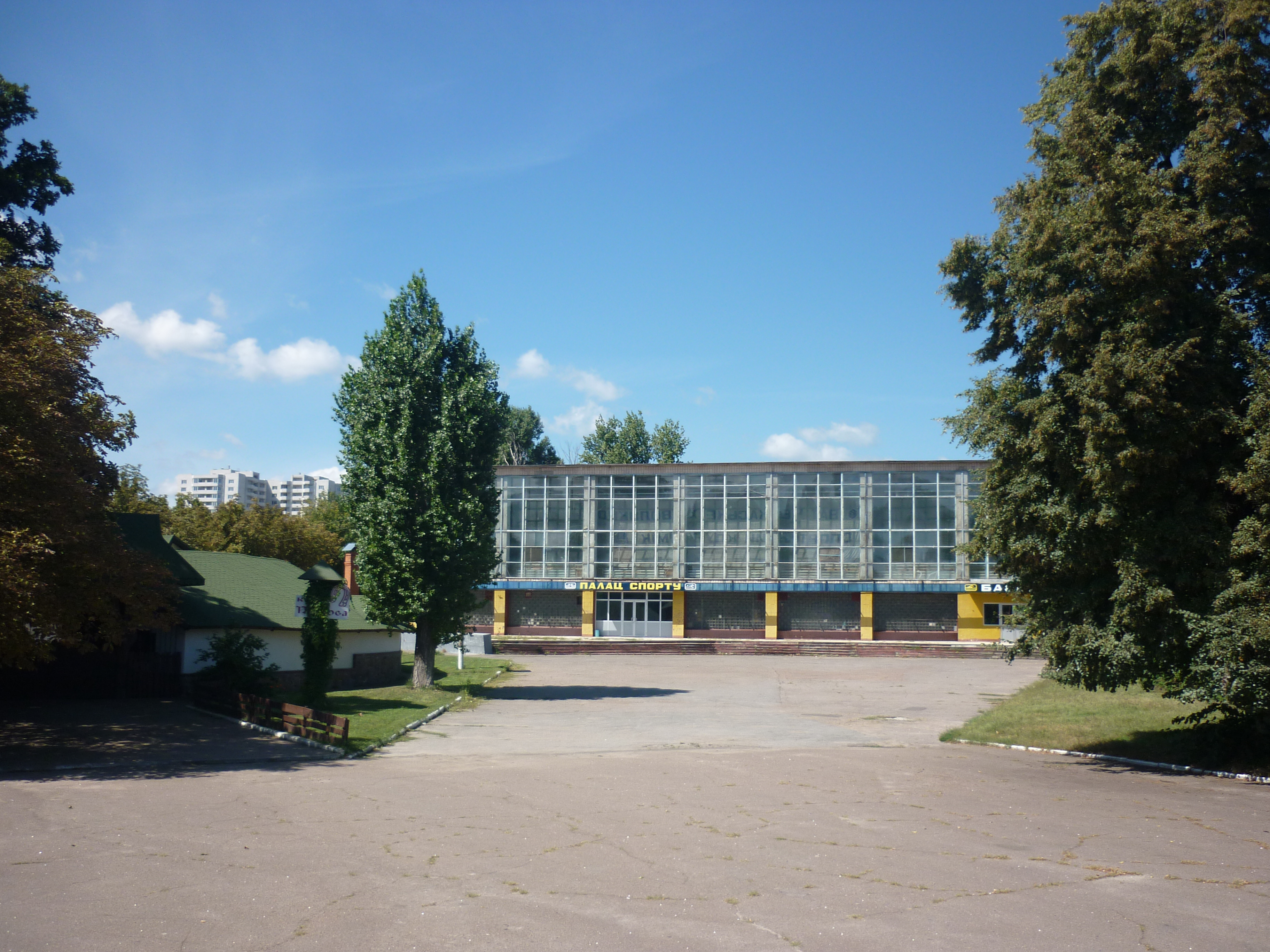
Палац спорту
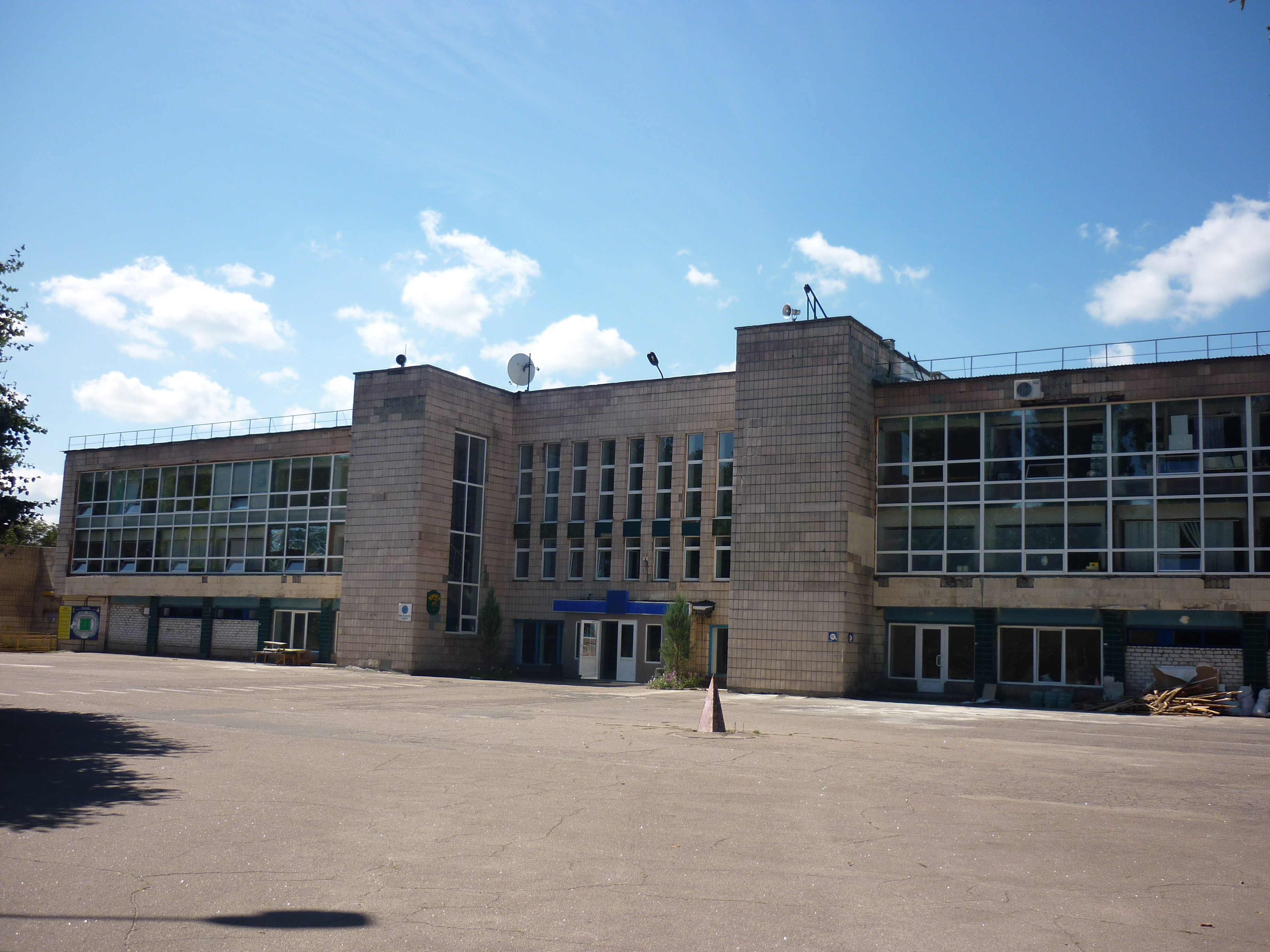
Вхід на стадіон
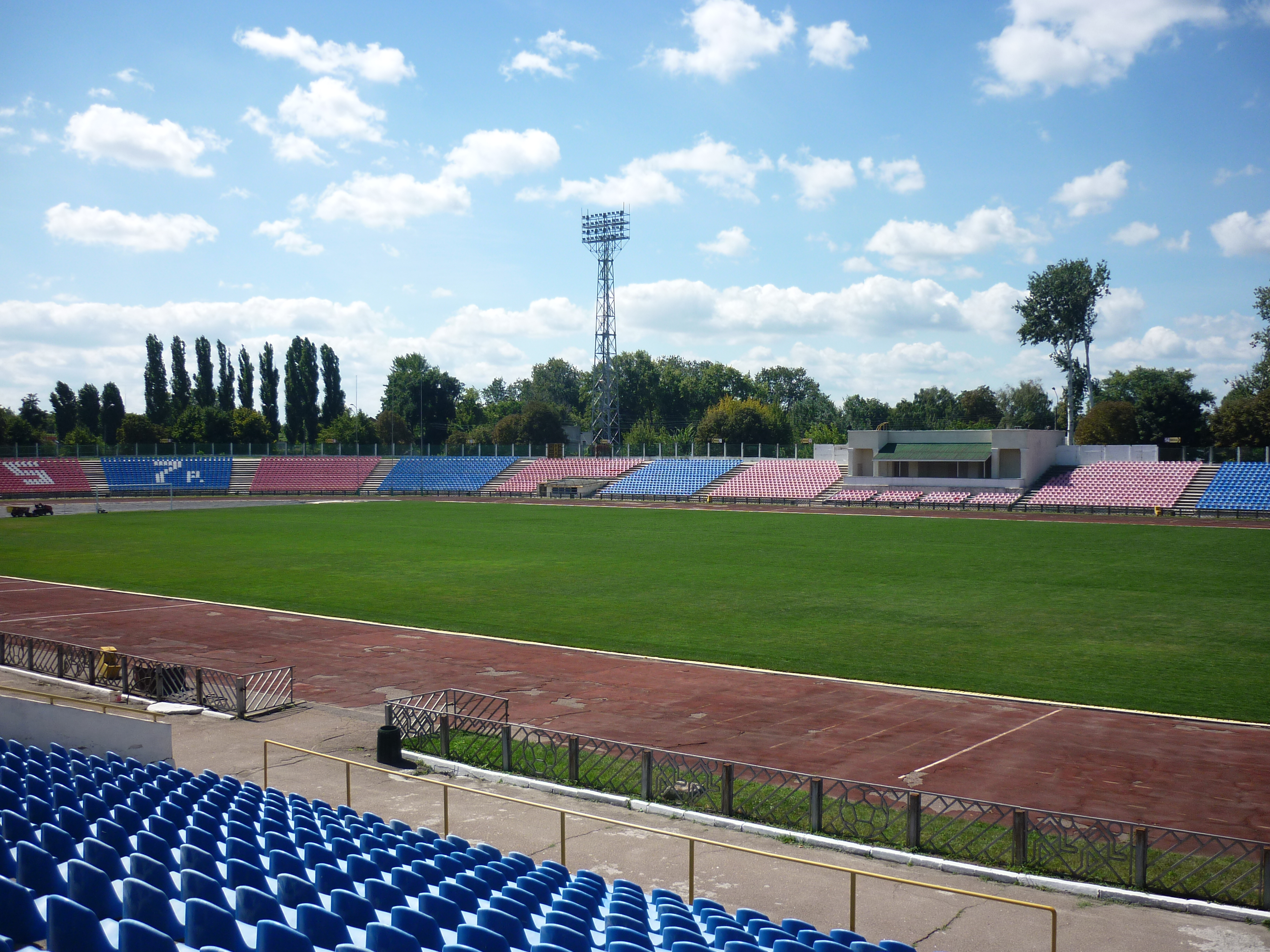
Поле

## Матчі молодіжної збірної України
| Дата       | Турнір   | Господарі | Рахунок | Гості       | Голи                                               |
| ---------- | -------- | --------- | ------- | ----------- | -------------------------------------------------- |
| 08-06-2014 | КЧЄ 2015 | Україна   | 2-1     | Латвія      | Калітвінцев 54' Тотовицький 90+5' - Гутковскіс 63' |
| 04-09-2014 | КЧЄ 2015 | Україна   | 2-0     | Швейцарія   | Рижук 7' Мемешев 77'                               |
| 08-09-2014 | КЧЄ 2015 | Україна   | 3-0     | Ліхтенштейн | Кулач 23' 58' Зан 62' (а)                          |
| 10-10-2014 | КЧЄ 2015 | Україна   | 0-3     | Німеччина   | Гофманн 35' Фолланд 61' Гофманн 79'                |
| 08-10-2015 | КЧЄ 2017 | Україна   | 0-1     | Ісландія    | Вільг'яульмссон 71'                                |